# مندیل پادهان
مندیل پرادهان (Mandil Pradhan) (نپالی: मन्दिल प्रधान)، دوچرخه‌سوار کوهستان، کاوشگر و راهنمای کوهستان، اهل نپال است. او مالک و راهنمای ارشد شرکت هیمالین رایدز است، شرکت گردشگری دوچرخه‌سواری در کوهستان که سفرهایی در سطح پیشرفته را در منطقه مستانگ در نپال راه‌اندازی می‌نماید.

## سفر اکتشافی دوچرخه‌سواری در کوهستان
مندیل از ۲۰۰۸ میلادی بدین‌سو رشته‌کوه‌های هیمالیا در نپال را به هدف وصل کردن مسیرهای گوناگونی که از این منطقه می‌گذرد، اکتشاف نموده‌است. او تلاش نمود تا مسیرهای دوچرخه‌سواری در مناطق کوهستانی شمال را توسعه بخشیده و از آن طریق گردشگری دوچرخه‌سواری کوهستان را در نپال تشویق نماید. در اوایل، او اکتشاف را زمانی که به عنوان مشاور برای سایر شرکت‌های گردشگری نپالی کار می‌کرد آغاز نموده و بعداً با ایجاد شرکت خود هیمالین رایدز در ۲۰۱۰ میلادی، به این کار ادامه داد.
در ۲۰۱۰ میلادی، او ۱۰ ماه را در شهرستان دورافتاده مستانگ سپری نموده و مشغول جستجوی راه‌های مال رو بود که به‌طور بالقوه می‌توانست به عنوان مسیرهای دوچرخه‌سواری مورد استفاده قرار گیرد. در جریان این مدت، او مسیرهای گوناگونی را کشف نمود که از آن زمان به بعد در میان دوچرخه‌سوارانی کوهستان که به آن منطقه سفر می‌نمایند، مشهور شده‌است.
در آوریل ۲۰۱۱، مندیل همراه با دوچرخه‌سوار کوهستان استرالیایی گرانت دانسی و عکاس نپالی گوارف مان شیرچان نخستین افرادی بودند که از فراز بازه کیانجین تا پایین سیافرو بیسی در منطقه لانگتانگ نپال، دوچرخه‌سواری نمودند.

## فعالیت‌های گردشگری
شرکت گردشگری مندیل، هیمالین رایدز در ۲۰۱۰ میلادی راه‌اندازی شد. این شرکت تنها به مدل شرکت-به-شرکت، با تمرکز بر مدیریت اراضی، فعالیت نموده و با شرکت‌های بین‌المللی در بخش‌های فروش و بازاریابی همکاری نموده‌است. این شرکت با فروشنده لباس مقیم بریتانیا، H+I Adventures و شرکت گردشگری مقیم کانادا، Sacred Rides Mountain Bike Holidays، همکاری داشته‌است.

## شرکت در مسابقات
مندیل در چندین مسابقات جهانی دوچرخه‌سواری کوهستان شرکت نموده‌است، از جمله مسابقات میگاوالانچی، کرانکورکس، انددورو ولد سریز و بیگ مونتین اندورو. علاوه بر اینکه مندیل به‌طور موفقیت‌آمیز در مسابقات بین‌المللی شرکت نموده‌است، او در مسابقه قهرمانی باز دوچرخه‌سواری ملی نپال که در چووار، کاتماندو برگزار شده بود، نیز برنده شد.

## ویدیوهای دوچرخه‌سواری در کوهستان
مندیل از ۲۰۱۲ میلادی به بعد در سه ویدیوی مشهور دوچرخه‌سواری در کوهستان، رانندگی کرده‌است. نخستین ویدو در ارتفاعات هیمالیا بود، ویدیوی که ترکیبی از فرهنگ و ماجراجویی را در دره مستانگ به نمایش می‌گذارد. این ویدئو در سراسر دنیا مورد تقدیر قرار گرفته و در شبکه‌های مختلف آنلاین بیش از ۱ میلیون بار بازدید شده‌است. این ویدو یکی از فینالیست‌ها در جشنواره فیلم‌های ماجراجویی انگلستان شد، از طرف رید بول به عنوان ویدیوی شگفت‌انگیز ۲۰۱۲ انتخاب گردید و به عنوان فیلم اصلی مجله اوتساید (Outside Magazine) انتخاب گردید.
ویدیوی دومی با نام رنگ‌های کاتماندو، در ۲۰۱۳ میلادی عرضه شد و توانست توجه زیادی را در رسانه‌های دوچرخه‌سواری در کوهستان به خود جلب نماید، از جمله این ویدیو به عنوان ویدیوی اصلی در مجله بایک (Bike Magazine) و در مجرای مشهور دوچرخه‌سواری کوهستان، پین‌بایک (Pinkbike)، انتخاب گردید.
ویدیوی سومی که «نپال از چشمان من» نام نهاده شد، طی مدت سه سال به‌طور کامل توسط دوربین با دید گوپرو (GoPro) فیلم‌برداری شد. این ویدو از سوی دیلی تلگراف و وب‌سایت دوچرخه‌سواری در کوهستان، سینگل ترک (Singletracks) نقد علمی گردید.

## حامیان/شرکاء
مندیل از سوی شرکت دوچرخه‌سواری کوهستان کانادایی به‌نام بانشی بایکز (Banshee Bikes)، شرکت نپالی تولید لباس کوهستانی به‌نام شرپا ادونچر گیر (Sherpa Adventure Gear)، شرکت کلاه و ابزار ایمنی به‌نام مت لوگراس (Met Bluegrass) و شرکت تولیدی ابزار کانادایی به‌نام ریس فیس (Race Face) حمایت مالی می‌گردد.

## سایر پیشه‌ها
مندیل قبل از اینکه دوچرخه‌سوار حرفه‌ای شود، یک شرکت مدیریت رویدادها به‌نام پارتی نپال را تنها زمانی که ۱۸ سال داشت، تأسیس کرد. مندیل زمانی که ۲۵ سال داشت این شرکت را در ۲۰۰۸ میلادی به شرکای خود بفروش رساند تا به‌طور کامل حرفه دوچرخه‌سواری خود را ادامه دهد.